# Labidochromis caeruleus
Labidochromis caeruleus is een straalvinnige vissensoort uit de familie van de cichliden (Cichlidae).
Deze cichlide komt voor in het malawimeer in Oost-Afrika en hoort bij de mbuna-groep. Deze vis wordt vaak gehouden in Malawi-aquaria. De wetenschappelijke naam van de soort is voor het eerst geldig gepubliceerd in 1956 door Fryer.